# 李跃旗
李跃旗（1970年4月3日—），中華人民共和國政治人物，籍貫上海市，1990年7月参加工作，1991年7月加入中国共产党。在职研究生学历，高级工商管理硕士。曾任中共上海市杨浦区区委书记、中共台州市委书记等職務。現任浙江省住房和城乡建设厅党组书记

## 生平
1988年9月，进入上海师范专科学校小学教育专业学习。1990年7月，任上海第六师范学校教师、团委书记。1993年9月，任共青團上海市黄浦区委員會办公室副主任（其间：1992年9月至1995年7月在华东师范大学政教系政教专业学习并本科毕业），后在1994年10月升任共青團上海市黃浦區委副书记。1996年2月，任上海市黄浦区外滩街道党工委副书记，同年12月任共青團黄浦区委书记、青联主席。1998年4月，任黄浦区人民广场街道党工委书记。1999年6月，任中共黄浦区委宣传部副部长、区文明办主任（其间，2001年3月至2001年7月参加中共上海市委党校第21期中青年干部培训班学习；1998年1月至1999年12月参加华东师范大学经济学专业研究生课程班学习）。2002年1月，任共青团上海市委副书记（其间：2004年5月至2004年6月参加中共上海市委党校第55期局级领导干部培训班学习；2005年12月-2008年1月在复旦大学管理学院工商管理专业学习并获高级工商管理硕士学位；2008年12月当选为第十届上海市青联主席；2009年3月至2009年9月兼任上海市学习实践科学发展观活动第六指导检查组副组长）。2009年12月，任中共上海市青浦区委常委、青浦区副区长（其间，2010年9月至2010年10月参加中共上海市委组织部、美国芝加哥大学主办的新经济、新业态研修班学习；2004年9月-2011年6月，在上海海事大学交通运输规划管理专业学习并研究生毕业）。
2011年9月，任中共上海市金山区委副书记、金山区代理区长，2012年1月当选为区长。2014年11月，任中共金山区委书记。2016年7月，任中共杨浦区委书记。
2019年12月，任中共台州市委书记。
2025年2月，調任浙江省住房和城乡建设厅党组书记